# Angelo Giurdanella
Angelo Giurdanella (ur. 24 lutego 1956 w Modica) – włoski duchowny katolicki, biskup Mazara del Vallo od 2022.

## Życiorys
Święcenia kapłańskie otrzymał 27 grudnia 1983 i został inkardynowany do diecezji Noto. Po święceniach pracował jako wicerektor diecezjalnego seminarium, a w latach 1984–2010 pracował duszpastersko (m.in. jako wikariusz i proboszcz w Avoli). W 2010 mianowany wikariuszem generalnym diecezji oraz rektorem katedry w Noto.
29 lipca 2022 papież Franciszek mianował go ordynariuszem diecezji Mazara del Vallo. Sakry udzielił mu 4 października 2022 biskup Antonio Staglianò.